# Corticaria monticola
Corticaria monticola là một loài bọ cánh cứng trong họ Latridiidae. Loài này được Brisout miêu tả khoa học năm 1881.